# Sanador

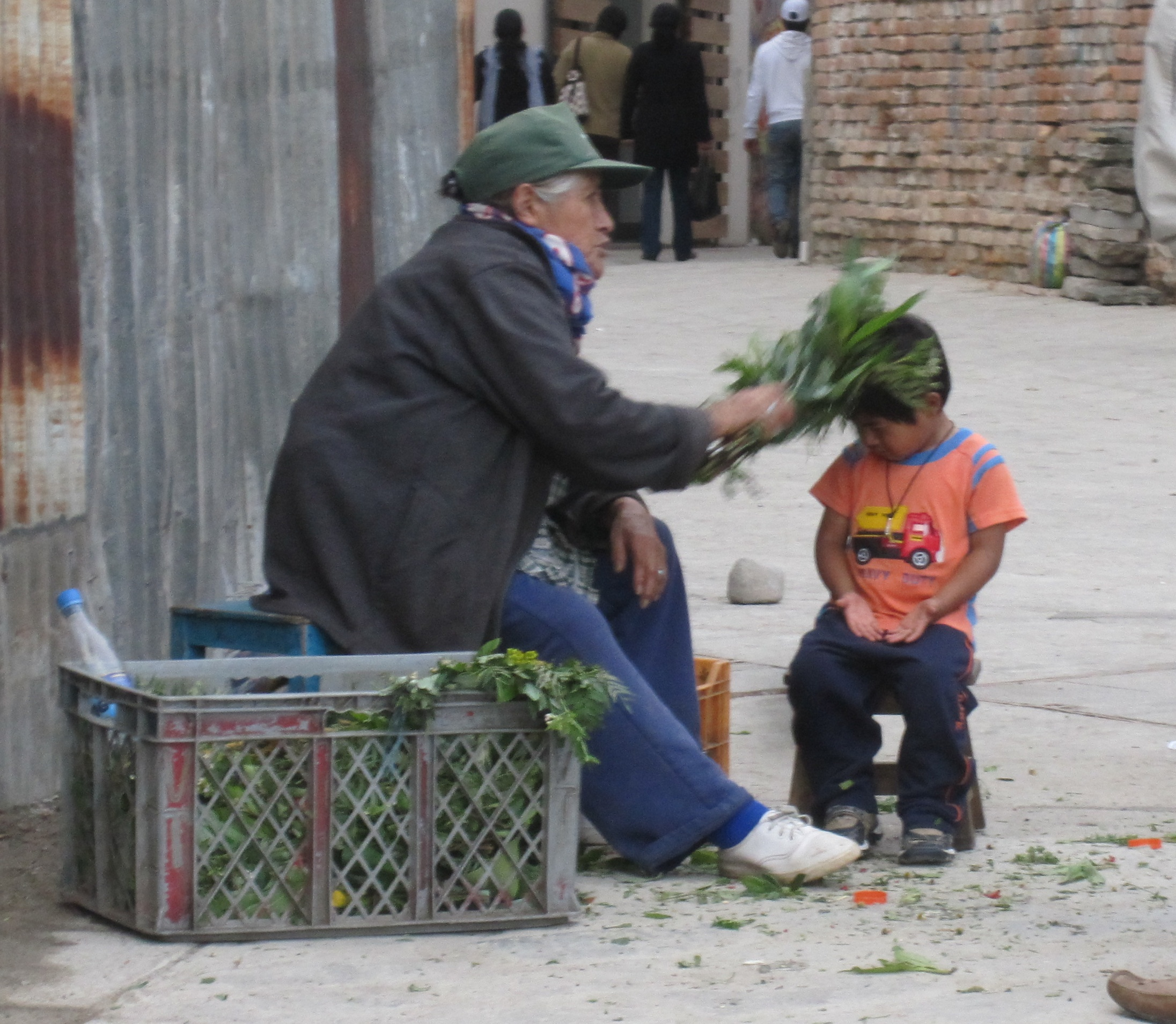
Sanador

Un sanador o curador es quien ayuda a alguien a recuperar su salud. Los cristianos de habla castellana usan los términos «ministro de sanación» o «ministro de sanidad» para referirse a quienes utilizan su carisma para mejorar la salud a los enfermos, bajo la creencia en los dones del Espíritu Santo mencionado en la Carta a los Corintios de Pablo, capítulo 12.
Algunos practicantes de la medicina complementaria y alternativa tratan de evitar el término para sí, reclamando que su labor va de la mano con las propiedades autocurativas propias de la naturaleza del cuerpo humano, lo que ellos llaman vitalismo. Alegan, a su vez, que otras prácticas de sanación no favorecen las propias capacidades de autosanación del cuerpo.

## Otros significados
En el género de fantasía, un sanador es un personaje con poderes curativos, usualmente un mago o en ocasiones un experto en plantas medicinales, que puede regenerar la salud de sus compañeros o, dicho de otra manera, puede curarlos. En algunos juegos de rol clásicos, a este tipo de personajes se les llama clérigo o sacerdote.